# Emma de Caunes
Emma de Caunes (Paris, 9 de setembro de 1976) é uma atriz francesa.

## Filmografia
- Lanester (2014): Gabrielle
- Rien dans les poches (2009) (TV) : Marie Manikowski
- Le Bruit des gens autour de Diastème (2008) : Maud
- Coluche, l'histoire d'un mec d'Antoine de Caunes (2008) : une infirmière
- Rien dans les poches de Marion Vernoux (2008) (TV) : Marie Manikowski
- Days of Darkness (aka The Age of Ignorance) (2007)
- The Diving Bell and the Butterfly (2007)
- Mr. Bean's Holiday (2007)
- The Science of Sleep (2006)
- Short Order (2005)
- Kaamelott (2005) (2 episódios)
- Ma mère (2004)
- Beyond Good & Evil (2003) (voz)
- Astérix et Obélix: Mission Cléopâtre (2002)
- Lovers of the Nile (2002)
- Princesses (2000)
- Unleaded (2000)
- Pretend I'm Not Here (2000)
- Le nombril de l'Univers (2000) (diretora, autora)
- Milestones (1999)
- Mondialito (1999)
- Restons groupés (1999)
- La voie est libre (1998)
- 3 petits points la lune (1998)
- Beaucoup trop loin (1998)
- Un frère (Brother) (1997)
- Along the Freeway (1997)
- Velvet 99 (1996)
- L'échappée belle (1996)
- Vladimir de trop (1996)

## Prêmios
| Ano  | Premiação          | Trabalho             | Categoria              | Resultado |
| ---- | ------------------ | -------------------- | ---------------------- | --------- |
| 1998 | César              | Un Frère             | Melhor Atriz Revelação | Venceu    |
| 2009 | Emmy Internacional | Rien dans les poches | Melhor Atriz           | Indicado  |